# Cantharellula
Genre
Cantharellula est un genre de champignons basidiomycètes de la famille des Hygrophoracées.
Leur nom a été construit comme un diminutif de cantharellus lui-même tiré du grec via le latin cantharus, "coupe". Il s'agit effectivement de champignons de taille modeste en forme de coupe.
Le genre comprend sept espèces dans le monde dont l'espèce-type, Cantharellula umbonata. Toutefois ses représentants le plus communs en Europe ont été reclassés dans le genre Pseudoclitocybe.

## Sources
- (en) Index Fungorum : Cantharellula  (+ liste espèces) (+ MycoBank)
- (en) Catalogue of Life : Cantharellula (consulté le 11 décembre 2020)